# Rhagodera costata
Rhagodera costata är en skalbaggsart som beskrevs av Horn 1867. Rhagodera costata ingår i släktet Rhagodera och familjen barkbaggar. Inga underarter finns listade i Catalogue of Life.